# Freeway of Love
Singles de Aretha Franklin
Every Girl (Wants My Guy)
(1983) Who's Zoomin' Who
(1985)
Freeway of Love est une chanson écrite et composée par Jeffrey E. Cohen (en) et Narada Michael Walden et interprétée par la chanteuse américaine Aretha Franklin. Sortie en single en juin 1985, elle est le premier extrait de l'album Who's Zoomin' Who?.
Le single obtient le plus de succès en Amérique du Nord (avec notamment la première place dans les classements Hot R&B/Hip-Hop Songs et Hot Dance Club Songs aux États-Unis) et en Océanie. En Europe, l'impact est plus modeste.
Clarence Clemons, saxophoniste du E Street Band, joue sur le morceau.

## Distinctions
En 1986, Freeway of Love reçoit le Grammy Award de la meilleure chanson R&B et le Grammy Award de la meilleure prestation vocale R&B féminine.

## Classements hebdomadaires
| Classement (1985)                      | Meilleure position |
| -------------------------------------- | ------------------ |
| Australie (Kent Music Report)          | 6                  |
| Belgique (Flandre Ultratop 50 Singles) | 27                 |
| Canada (RPM 100 Singles)               | 5                  |
| États-Unis (Billboard Hot 100)         | 3                  |
| États-Unis (Hot Dance Club Songs)      | 1                  |
| États-Unis (Hot R&B/Hip-Hop Songs)     | 1                  |
| Nouvelle-Zélande (RMNZ)                | 3                  |
| Pays-Bas (Single Top 100)              | 27                 |
| Royaume-Uni (UK Singles Chart)         | 68                 |
| Suède (Sverigetopplistan)              | 16                 |

| Classement (1986)              | Meilleure position |
| ------------------------------ | ------------------ |
| Royaume-Uni (UK Singles Chart) | 51                 |